# Oragua pucallpensis
Oragua pucallpensis är en insektsart som beskrevs av Young 1977. Oragua pucallpensis ingår i släktet Oragua och familjen dvärgstritar. Inga underarter finns listade i Catalogue of Life.